# Jerzy Zarzycki
Jerzy Zarzycki (ur. 11 stycznia 1911 w Łodzi, zm. 2 stycznia 1971 w Warszawie) – polski reżyser i scenarzysta filmowy.

## Życiorys
Syn Romana. Absolwent Uniwersytetu Warszawskiego oraz Wydziału Reżyserii w Państwowym Instytucie Sztuki Teatralnej w Warszawie (1938). Uczęszczał również do klasy skrzypiec w Konserwatorium Warszawskim.
W okresie międzywojennym zajął się produkcją filmową, od 1936 roku reżyserią filmów fabularnych. Współzałożyciel Stowarzyszenia Miłośników Filmu Artystycznego „Start” (1931), a od 1935 roku członek założyciel Spółdzielni Autorów Filmowych.
We wrześniu 1939 roku był w ekipie filmowej obrony Warszawy. W czasie powstania warszawskiego kierował produkcją kronik powstańczych w ramach Referatu Filmowego BIP KG AK. Nosił pseudonim „Pik”.
W latach 1955–1961 był kierownikiem artystycznym zespołu filmowego „Syrena”.

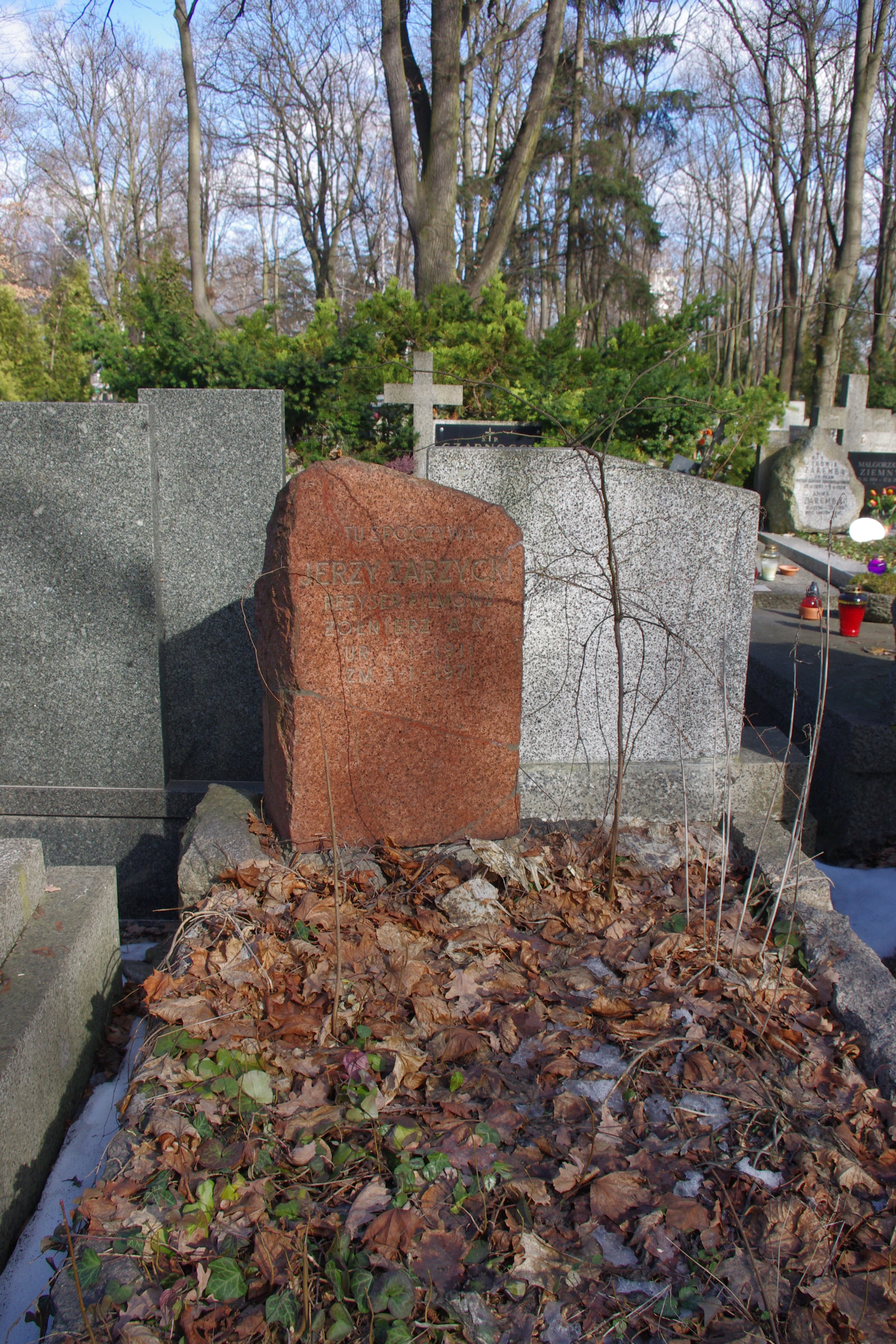
Grób reżysera Jerzego Zarzyckiego na Cmentarzu Wojskowym na Powązkach

Został pochowany na Cmentarzu Wojskowym na Powązkach w Warszawie (kwatera B18-6-15).
Zdjęcia jego autorstwa znalazły się w filmie Powstanie Warszawskie (2014) – został za nie pośmiertnie nominowany do Polskiej Nagrody Filmowej w 2015.

## Wybrana filmografia
- Ludzie Wisły (1938)
- Żołnierz królowej Madagaskaru (1939)
- Zdradzieckie serce (1947)
- Nawrócony (1947)
- Miasto nieujarzmione (1950)
- Uczta Baltazara (1954)
- Ziemia (1956)
- Zagubione uczucia (1957)
- Żołnierz królowej Madagaskaru (1958)
- Biały niedźwiedź (1959)
- Klub kawalerów (1962)
- Liczę na wasze grzechy (1963)
- Kochankowie z Marony (1966)
- To jest twój nowy syn (1967)
- Komedia z pomyłek (1967)
- Człowiek, który zdemoralizował Hadleyburg (1967)
- Zmartwychwstanie Offlanda (1967)
- Pogoń za Adamem (1970)

## Odznaczenia
- Krzyż Oficerski Orderu Odrodzenia Polski (1959)
- Złoty Krzyż Zasługi (uchwałą Rady Państwa z 10 lipca 1954 za zasługi w pracy zawodowej w dziedzinie kinematografii)[7]